# Envelat plegable

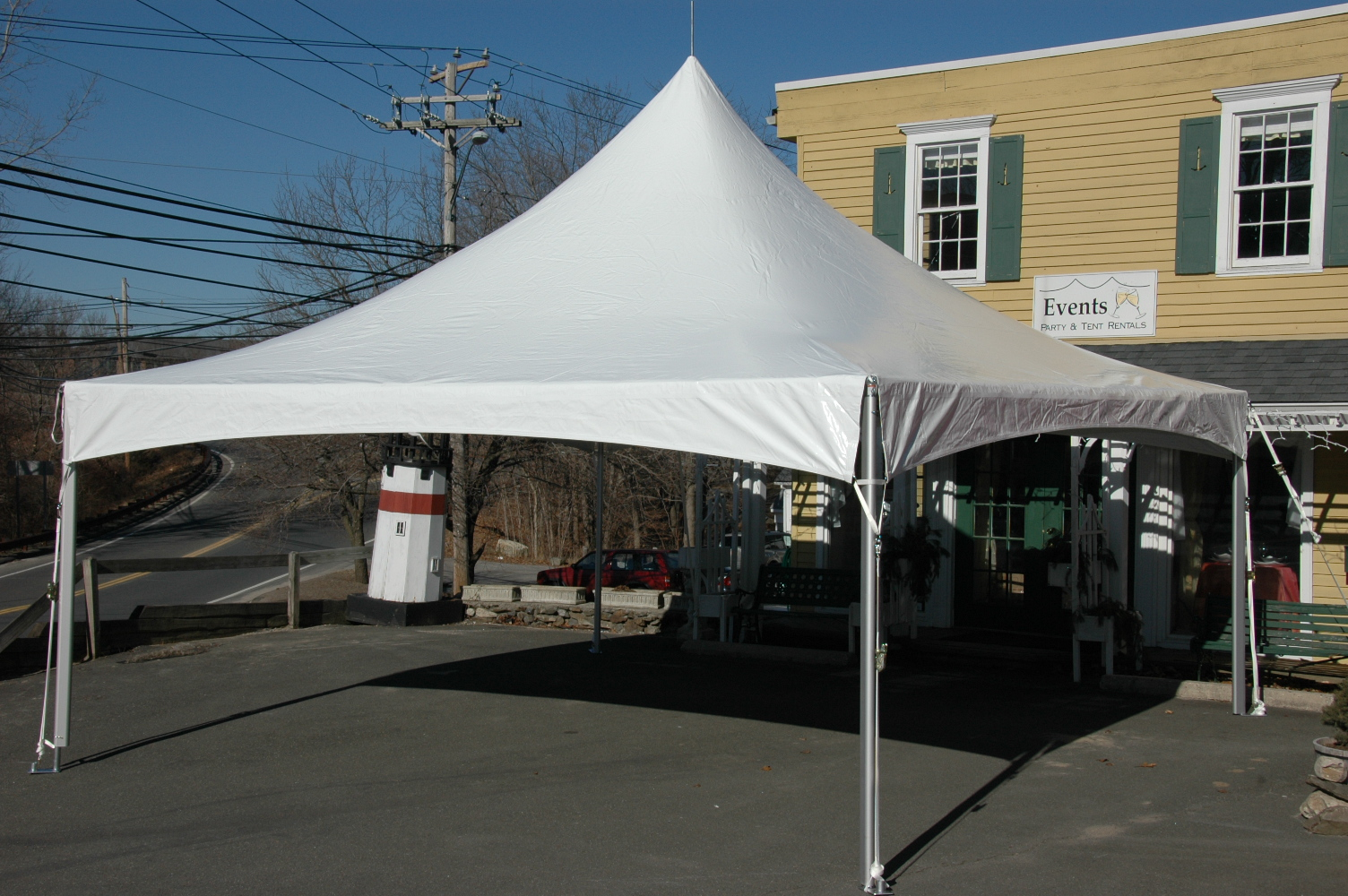
Un envelat plegable

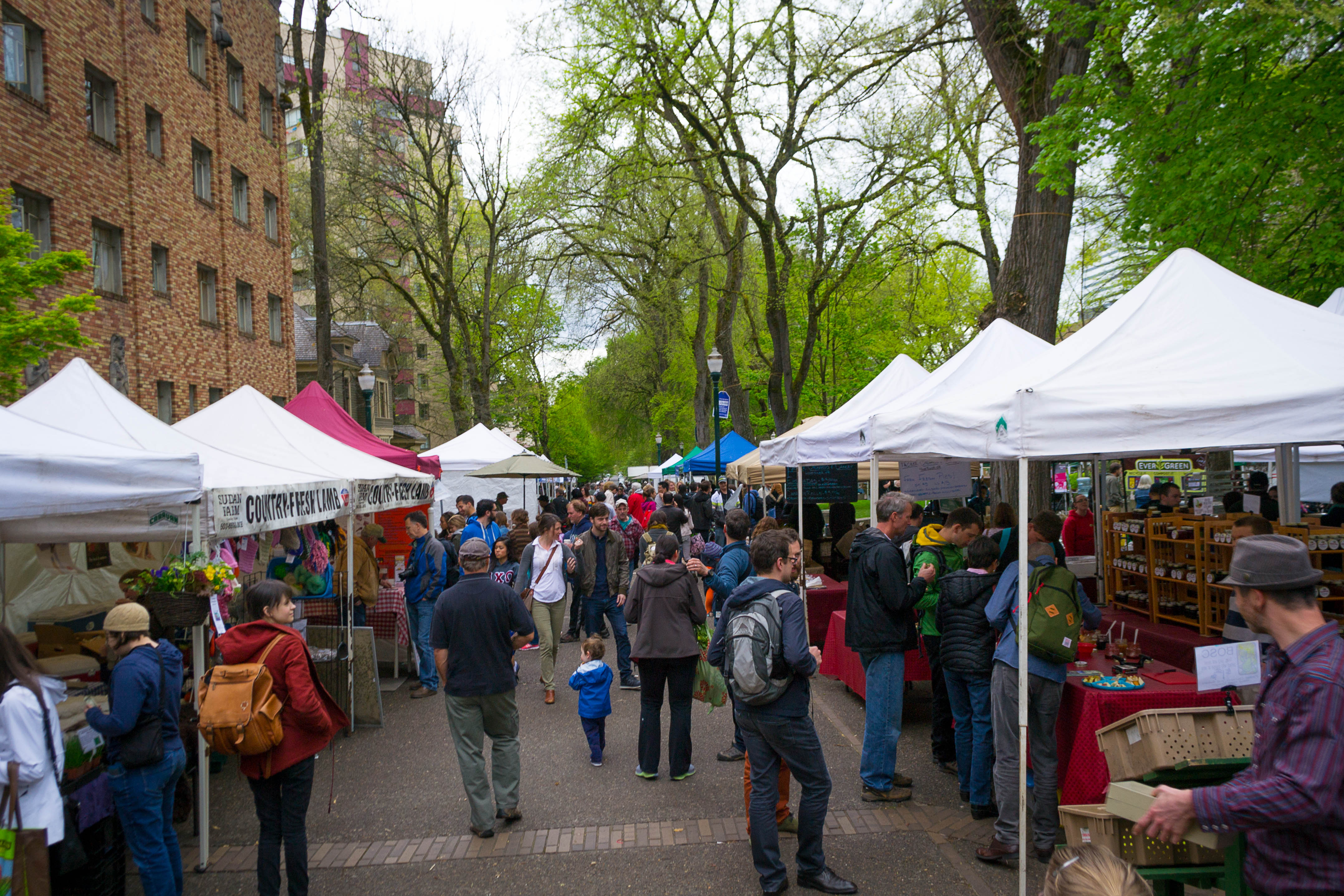
Envelats plegables al Mercat de Pagesos de Portland.

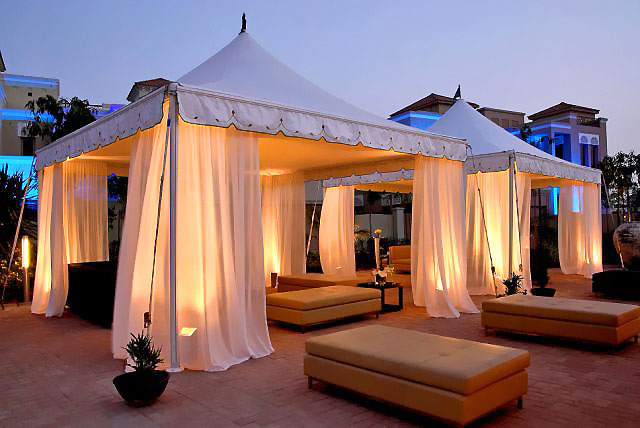
Envelat semipermanent a una instal·lació de vacances.

Un envelat plegable o dosser-quiosc (quiosc portàtil en alguns casos) és un refugi que es pot plegar o replegar fins a una mida considerada com a portàtil. Generalment els envelats plegables d'aquesta classe tenen unes mides de 1,5x1,5 metres (5x5 peus) fins a 3x6 metres (10x20 peus). Als quioscs d'unes mides més grans o del tipus "envelat semi-permanent" es coneixen com a "envelats".

## Estructura
La major part dels envelats plegables es fan oberts pels quatre costats (sense parets), distingint-se clarament dels envelats més grans o dels semirefugis permanents. Generalment (encara que n'hi ha de plegables de tipus acordió) consten de dues peces, el bastiment del quiosc i el dosser superior.
- El bastiment del quiosc està construït d'alguna mena d'acer o d'alumini. Els bastiments d'acer són més pesants i en general costen menys que els bastiments d'alumini. Però recentment, l'acer inoxidable ha estat utilitzat perquè és més lleuger que l'acer i més fort que alumini.[3]
- El dosser superior, normalment té forma de piràmide o de con, i sol estar fet d'un teixit de polièster.

## Usos
Els envelats plegables han esdevingut molt populars per esdeveniments esportius, festivals i espectacles de comerç. Són també coneguts com a tendes de pit-lane quan s'utilitzen en el context d'aficionats o semiprofessionals de l'esport del motor
Fins i tot algunes empreses comercials comencen a serigrafiar o imprimir digitalment uns dossers superiors (fets per encàrrec), que permeten de fer promoció de l'empresa que els utilitza.